# Distretto di Mpongwe
Il distretto di Mpongwe è un distretto dello Zambia, parte della Provincia di Copperbelt.
Il distretto comprende 12 ward:
- Ibenga
- Kalweo
- Kanyenda
- Kasamba
- Kashiba
- Kasonga
- Luswishi
- Mikata
- Mpongwe
- Munkumpu
- Musofu
- Nampamba